# Air Dolomiti

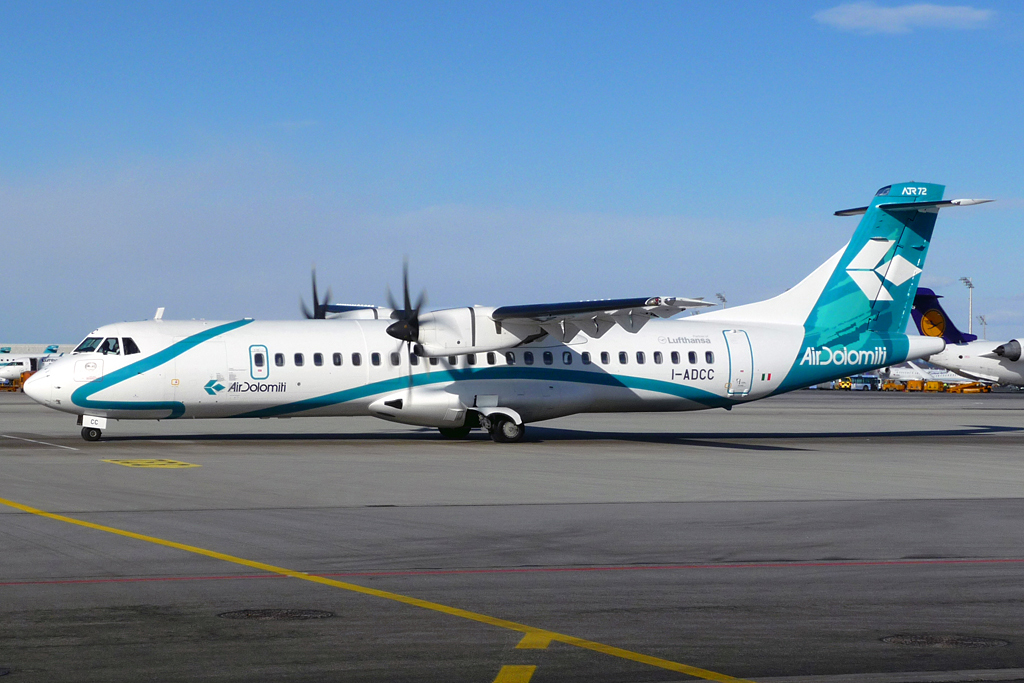
En ATR 72.

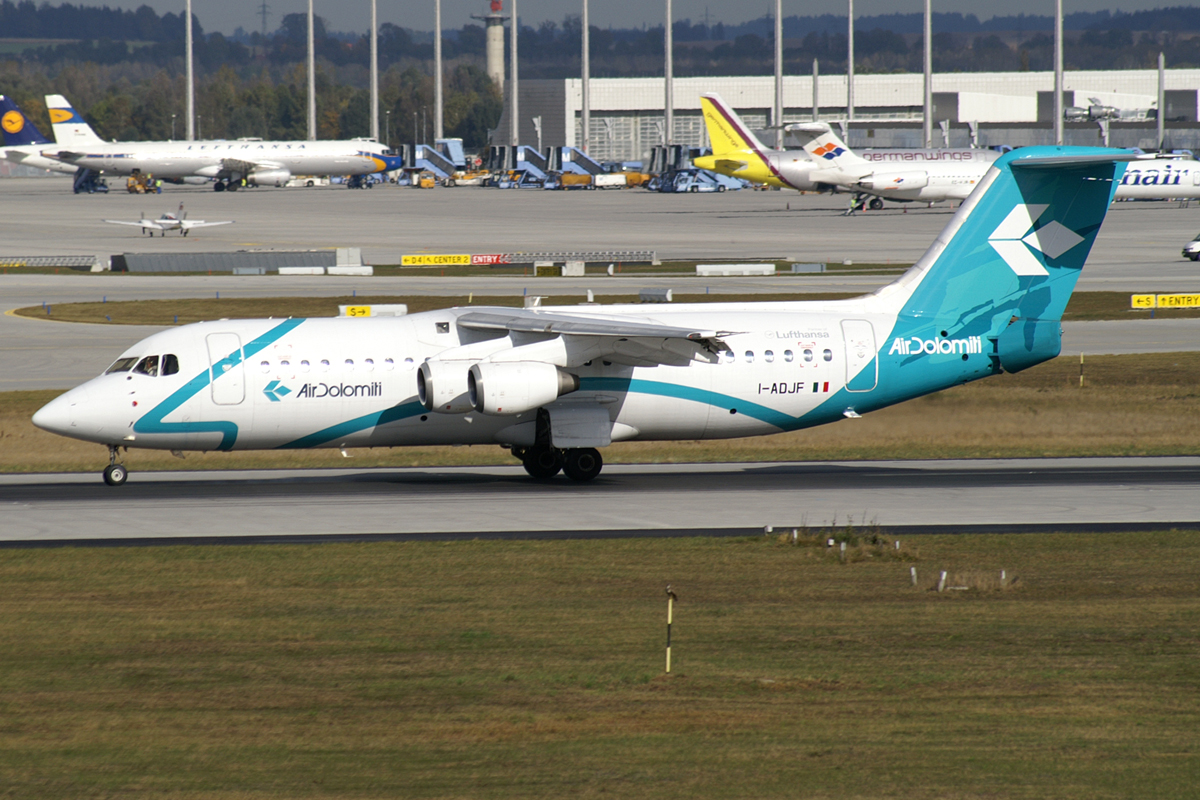
En BAe 146-300 från Air Dolomiti.

Air Dolomiti (Air Dolomiti L.A.R.E. SpA) är ett italienskt regionalt flygbolag med säte i Villafranca di Verona och med huvudkontor i Ronchi dei Legionari. Air Dolomiti är en del av Lufthansa Regional som knyter samman 11 inrikes destinationer och Wien med Lufthansas nät via München och Frankfurt. Dess viktigaste baser är Verona-Villafranca flygplats och Aeroporto di Trieste-Ronchi dei Legionari, Trieste, med en hub på Münchens flygplats. Flygbolagets namn härstammar från den del av Alperna känd som Dolomiterna.

## Historia
Air Dolomiti bildades i januari 1989 av Leali Steel Group och började med regional flygverksamhet i januari 1991 på sträckan Trieste-Genua och 1992 inleddes den internationella trafiken med flyg från Verona till München. Efter flera år av samarbete, förvärvade Lufthansa i januari 1999  26% av bolaget och ökade det till 52% i april 2003 för att förvärvra hela bolaget dvs 100% i juli 2003.  Sedan dess Air Dolomiti har styrts av Lufthansa, som medlem av Lufthansa Regional, som är ett strategiskt samarbete mellan fem regionala europeiska flygbolag (Air Dolomiti, Augsburg Airways, Contact Air, Eurowings och Lufthansa CityLine).

## Flotta
| Flygplan           | Antal | Passagerare | Registreringar                                                          | I trafik        |
| ------------------ | ----- | ----------- | ----------------------------------------------------------------------- | --------------- |
| ATR 42             | 16    | 46          | - I-ADLL - I-ADLP - I-ADLQ - I-ADLU - I-ADLV - I-ADLZ                   | 1993-2010       |
| ATR 72             | 13    | 64          | - I-ADLJ - I-ADLK - I-ADLM - I-ADLN - I-ADLO - I-ADLS - I-ADLT - I-ADLW | 1998-2014       |
| Bombardier CRJ 200 | 5     |             |                                                                         | 2001-2005       |
| BAE 146            |       |             |                                                                         | 1998, 2005-2009 |
| DHC Dash 8         |       |             |                                                                         | 1990-1994       |
| Embraer ERJ-190    | 1     |             | - I-ADJK - I-ADJL - I-ADJM - I-ADJN - I-ADJO                            | 2011-2012       |
| Fokker F100        | 2     |             |                                                                         | 1999-2000       |
| Totalt             | 18    |             |                                                                         |                 |

| Flygplan        | Antal | Passagerare | Registreringar                               | I trafik |
| --------------- | ----- | ----------- | -------------------------------------------- | -------- |
| Embraer ERJ-195 | 15    | 112         | - I-ADJK - I-ADJL - I-ADJM - I-ADJN - I-ADJO | 2009-    |